# Kwas korkowy
Kwas korkowy (kwas suberynowy), HOOC−(CH
2)
6−COOH – organiczny związek chemiczny z grupy kwasów dikarboksylowych.
Kwas korkowy jest produktem utleniania korka za pomocą kwasu azotowego. Jednakże produkuje się go poprzez utlenianie cyklooktenu z układzie ozon–tlen lub ozon–nadtlenek wodoru bądź mieszaniny cyklooktanolu i cyklooktanonu z wykorzystaniem tetratlenku diazotu lub kwasu azotowego oraz poprzez karbonylowanie 1,6-heksanodiolu. Wraz z innymi kwasami dikarboksylowymi powstaje m.in. wskutek ozonolizy kwasu palmitynowego.
Wykorzystywany jest w syntezie organicznej do produkcji mono- i diestrów (stosowanymi m.in. jako substancje zmniejszające tarcie) oraz poliamidów (np. nylonu 6,8, czy nylonu 8,8).